# Stazione di Tradate-Abbiate Guazzone
La stazione di Tradate-Abbiate Guazzone, e semplicemente stazione di Abbiate Guazzone sulle mappe di Trenord, è una fermata ferroviaria posta sulla linea Saronno-Laveno, a servizio del centro abitato di Abbiate Guazzone, frazione del comune di Tradate.

## Strutture e impianti
La stazione, gestita da Ferrovienord, dispone di un fabbricato viaggiatori e di due binari passanti dotati di pensiline per fare ombra. Dal 19 febbraio 2015 è priva di biglietteria. Dal 2015 è dotata di sottopasso ciclopedonale.

## Posizione della stazione
La stazione si trova vicino a un alimentari gestito dai Fratelli Favarin. 
Nelle vicinanze si trova l'Autoscuola "di Bello".

## Movimento
La stazione è servita treni regionali svolti da Trenord nell'ambito del contratto di servizio stipulato con la Regione Lombardia.